# 1-bromobutano
1-bromobutano es un compuesto organobromado de fórmula CH3(CH2)3 Br. En condiciones normales de presión y temperatura es un líquido incoloro, aunque las muestras impuras son ligeramente amarillas. Es insoluble en agua, pero soluble en disolventes orgánicos. Se utiliza en síntesis orgánica como fuente del grupo butilo. Es uno de varios isómeros del bromuro de butilo.

## Síntesis
Como la mayoría de los 1-bromoalcanos, se prepara mediante la adición de radicales libres de bromuro de hidrógeno al 1-alqueno. Estas condiciones conducen a la adición anti-Markovnikov, es decir, producen derivados 1-bromo.
El 1-bromobutano también se puede preparar a partir de 1-butanol mediante tratamiento con ácido bromhídrico:
{\displaystyle {\ce {CH3-CH2-CH2-CH2OH + HBr -> CH3-CH2-CH2-CH2Br + H2O}}}

## Reacciones
Como ocurre con los  haloalcanos primarios, es propenso a reacciones de tipo SN2. Se utiliza comúnmente como agente alquilante. Cuando se combina con magnesio metálico en éter seco, genera el reactivo de Grignard correspondiente. Estos reactivos se utilizan para unir grupos butilo a diversos sustratos.
El 1-bromobutano es un precursor de n -butil-litio:
{\displaystyle {\ce {2Li + C4H9Br -> C4H9Li + LiBr}}}
El litio para esta reacción contiene entre 1 y 3% de sodio. 